# Ana Gregória Gusmão de Miranda Pinto
Ana Gregória Gusmão de Miranda Pinto, primeira e única baronesa de São Vicente de Paula (? — 1890), foi uma nobre brasileira, agraciada baronesa em 11 de abril de 1888.
Filha do Barão de Abadia (Gregório Francisco de Miranda) e sua mulher a Baronesa de Abadia (Maria Isabel Cardoso Gusmão de Miranda), nascida em São Salvador dos Campos dos Goytacazes (atual município de Campos no norte do Rio de Janeiro).
Foi casada com Domingos Pereira Pinto, de quem ficou viúva em 16 de novembro de 1867.
Falecida em 14/11/1890 em Campos (reg. 478, Livro B10, pag. 130, Paróquia de S. Gonçalo)